# 利右苯丙胺

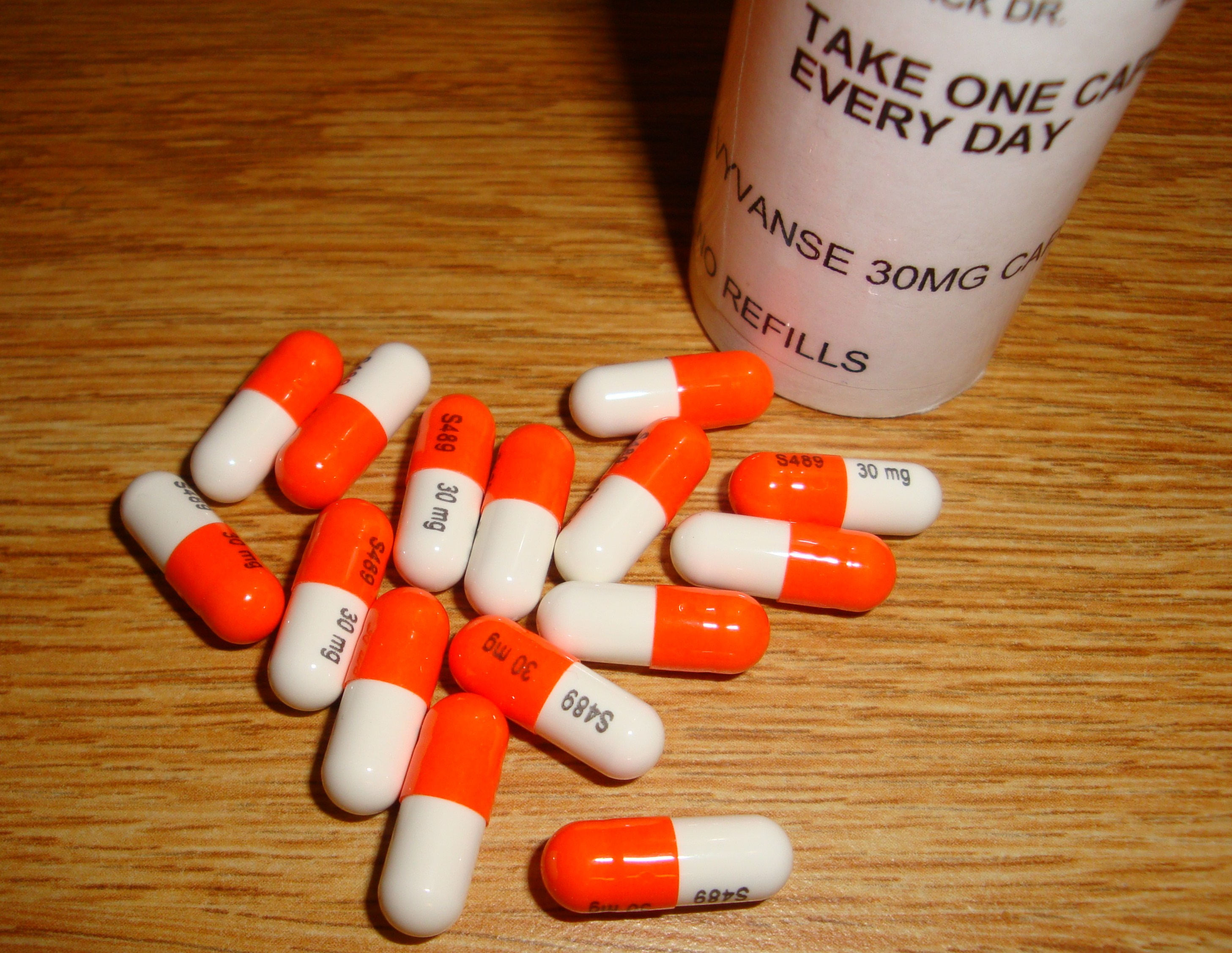
30毫克Vyvanse胶囊

利右苯丙胺，也叫赖氨酸安非他命，品牌名Vyvanse和Elvanse，是中樞神經系統（CNS）兴奋剂右苯丙胺的前体药物，为一种苯丙胺类的苯乙胺衍生物，即右旋安非他命和赖氨酸形成的酰胺。该药品被用于治疗青少年及成年人的注意缺陷多动障碍（ADHD）以及成人的中重度暴食症，其给药方式为口服给药，药效通常在两个小时之内启动而能维持长达14个小时。根据英国NCIE的意见，利右苯丙胺可作为二线药物，用于治疗在予足量哌甲酯6周后，在减少ADHD症状和相关损害方面没有获得足够的益处的6-17岁ADHD患者。
赖右苯丙胺的常见副作用包括食欲不振、焦虑、腹泻、失眠、易怒和恶心。